# Instlux
Instlux é um programa para Windows o que permite que os usuários a instalar uma distribuição Linux a partir de uma imagem ISO. Isto foi incluido no OpenSUSE desde o lançamento da versão 10.3.